# Gustawa Mitelberg
Gustawa Mitelberg (ur. 19 maja 1924 w Warszawie, zm. 12 grudnia 2009 w Paryżu) – ocalona z getta warszawskiego, autorka wspomnień.

## Życiorys
Urodziła się w Warszawie w rodzinie żydowskiej. 
Podczas II wojny światowej została przesiedlona wraz z rodziną do getta warszawskiego. 19 kwietnia 1943, kiedy oddziały SS wkroczyły do getta, odmówiła ukrycia się w mieszkaniu, w którym mieszkała jej rodzina. Była świadkiem zamordowania własnych rodziców. Zatrzymana, jednak podczas transportu do obozu w Treblince udało jej się wyskoczyć z pociągu. Przeżyła dzięki pomocy, jaką otrzymała od rodziny polskich chłopów. Po powrocie do Warszawy ukrywała się pod fałszywym nazwiskiem. Została złapana i wysłana na roboty do Niemiec, wyzwolona przez wojska francuskie w Kempten (Allgäu) w Bawarii. Wraz z mężem i bratem Ludwikiem przeprowadziła się do Francji, gdzie mieszkała do końca życia.
W 1999 ukazała się wydana we Francji książka Gutka. Od getta w Warszawie po odnalezioną wolność (fr. Gutka, du ghetto de Varsovie a la liberte retrouvee) André Caussata, któremu Gustawa Mitelberg opowiedziała swoje wojenne przeżycia.